# 溴杀灵
溴杀灵（英語：Bromethalin），学名N-甲基-N-(2,4,6-三溴苯基)-2,4-二硝基-三氟甲基苯胺，是一种神经毒性灭鼠剂。

## 历史
溴杀灵于20世纪80年代美国在寻找第一代抗凝血型杀鼠剂替代品过程中发现，其对于耐华法林型抗凝血剂的啮齿动物有很好的杀灭效果。研究人员在筛选既对啮齿动物有毒，又容易引诱啮齿动物食用的特定结构过程中发现了溴杀灵这一种物质。

## 作用机制
溴杀灵通过代谢产生N-去甲基溴杀灵，并阻止中枢神经系统线粒体的氧化磷酸化作用，减少三磷酸腺苷（ATP）的形成，降低钠钾泵的活性，引起细胞液充盈、器官水肿和脑脊液积聚、从而导致颅内压升高、神经受压迫，髓鞘脱失，神经传导阻滞，最后引起鼠类呼吸麻痹死亡。

## 对人和宠物风险
如果摄入大量溴杀灵会产生毒性。由于需要活性代谢物生成才能产生毒性，致命毒性可能会延迟数小时至数天才产生。对于人类，意外接触溴甲灵最常见的初期症状是恶心、呕吐、腹痛和腹泻，但也有报道出现延迟性癫痫发作。目前尚无已知溴杀灵解毒剂，治疗主要是对症和支持治疗。
对于宠物，需要注意的症状包括严重的肌肉震颤、过度兴奋、痉挛、对触摸的极度敏感（感觉过敏）以及光敏性癫痫和发音性癫痫发作。

## 法律规范
由于溴杀灵对人和宠物的潜在毒性，各国针对溴杀灵的销售和使用范围做出限制。

### 美国
美国根据《2020年人类健康和生态风险评估草案(DRA)》的调查结果以及征询期间提交的公众反馈意见，溴甲灵不得以超过1磅的形式销售。
加州通过立法禁止溴杀灵的使用。

### 加拿大
溴杀灵在加拿大被允许以固体诱饵的形式售卖，且仅限于室内使用。

### 欧盟
欧盟于2010年禁止溴杀灵使用。

### 中国
溴杀灵在中国现已禁止使用和生产。

## 相关中毒事件
2003年2月22日，中国吉林省延吉市发生一例误食“冻豆油”引起的30余人溴杀灵中毒事件，导致6人死亡，死者包括一名8岁儿童。